# Xiscle de terror
 Xiscle de terror (original en anglès: Taste of Fear) és un thriller britànic dirigit per Seth Holt, estrenat el 1961. Ha estat doblat al català.

## Argument[2]
Una dona paralitzada, Penny Appleby, torna a la casa familiar després de la desaparició del seu pare. Amb el xofer de la família, recerca les raons de la desaparició del seu pare. Durant aquesta investigació veu el cos del seu pare en nombroses peces de la casa, però aquest desapareix ràpidament abans que algú altre observi el cos...

## Repartiment
- Susan Strasberg - Penny Appleby
- Ronald Lewis - Bob
- Ann Todd - Jane Appleby
- Christopher Lee - Doctor Gerrard
- Anne Blake - Marie
- John Serret - Inspector Legrand
- Leonard Sachs - Spratt
- Fred Johnson - Pare

## Acollida i crítiques
La pel·lícula va ser un fracàs al box office del Regne Unit i als Estats Units. Tanmateix, a Europa continental, la pel·lícula va ser un èxit. Això va permetre a l'estudi Hammer produir altres pel·lícules de suspens com The Maniac.